# Orde van de Eer (Russische Federatie)
De Orde van de Eer (Russisch: орден Почёта; orden Potsjota) is een in 1935 door het Praesidium van de Opperste Sovjet van de toenmalige Sovjet-Unie ingestelde ridderorde. De orde heeft, zoals bij de Socialistische orden gebruikelijk was, een enkele graad en werd en wordt aan Russen en vreemdelingen toegekend.
De Russische Federatie heeft de orde op 2 maart 1994 aangehouden en in een decreet van 1 juni 1995 hervormd. De ster werd sterk aangepast.
Men draagt het achtarmige blauw geëmailleerde gouden kruis met in het midden een gouden lauwerkrans en het gouden Russische wapen op een witte achtergrond aan een vijfhoekig opgemaakt blauw lint met een enkele witte streep langs de rechterrand op de linkerborst. De acht armen hebben brede gouden randen. Op de keerzijde staat een nummer.
Op een uniform mag men een baton in de kleuren van het lint dragen.